# Hugo Selling
Hugo Selling, född 1 maj 1993 i Karlskrona, var 2016–2018 förbundsordförande för Fria Moderata Studentförbundet. Han har studerat juridik vid Stockholms universitet och gjorde år 2015 praktik vid Christofer Fjellners kansli vid Europaparlamentet i Bryssel.
Selling har varit organisationssekreterare i Fria Moderata Studentförbundet åren 2013-2015 och uppmärksammades vid busstrejken 2013 när han och andra företrädare för Studentförbundet bröt strejken genom att köra en egen buss kallad Almathealinjen som motsvarade den strejkdrabbade busslinje 3 mellan Karolinska Institutet och Södersjukhuset.
Hugo Selling har också varit aktiv i den säkerhetspolitiska debatten för svenskt NATO-medlemskap och kritisk mot Decemberöverenskommelsen och förslag på samarbete mellan Moderaterna och Miljöpartiet.